# Dawson. Isla 10
Dawson. Isla 10 é um filme de drama chileno de 2009 dirigido e escrito por Miguel Littín. Foi baseado no livro homônimo de Sergio Bitar, ministro do presidente Salvador Allende e preso político na ilha Dawson, ao sul do Chile, que serviu de prisão e campo de concentração após o Golpe de Estado no Chile em 1973. O filme, assim como o livro, retrata como foi o período de encarceramento dos ministros e colaboradores de Allende após o golpe.

## Elenco
- Benjamín Vicuña - Sergio Bitar
- Bertrand Duarte - Miguel Lawner
- Pablo Krögh - José Tohá
- Cristián de la Fuente - Labarca
- Sergio Hernández - Comandante Sallay
- Luis Dubó - Sargento Figueroa
- Caco Monteiro - Fernando Flores
- Horacio Videla - Dr. Arturo Jiron
- Matías Vega - Osvaldo Puccio
- Andrés Skoknik - Orlando Letelier
- Elvis Fuentes - Clodomiro Almeyda
- Sergio Allard - Aristóteles España